# Akademie Deutscher Genossenschaften

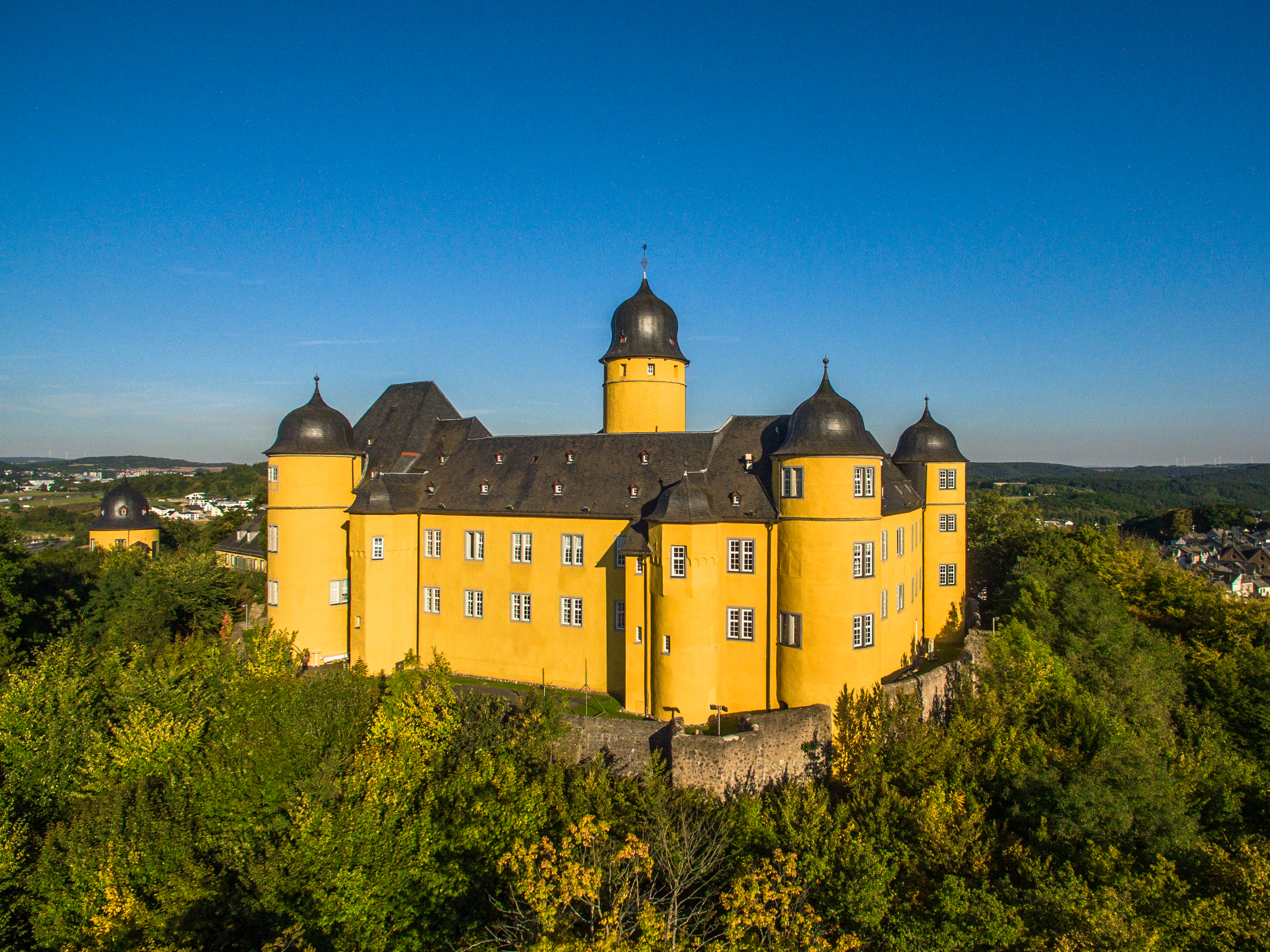
Schloss Montabaur, Sitz der Akademie

Die Akademie Deutscher Genossenschaften e.V. (ADG) ist die bundesweit tätige Führungs- und Managementakademie der genossenschaftlichen Banken und kooperativen Unternehmen in Deutschland. Sitz des Unternehmens ist Schloss Montabaur.

## Geschichte
Die Anfänge des genossenschaftlichen Bildungswesens reichen bis zu den Gründerpersönlichkeiten des modernen Genossenschaftswesens, Friedrich Wilhelm Raiffeisen (1818–1888) und Hermann Schulze-Delitzsch (1808–1883), zurück.
Vorgängerinstitute der ADG waren das Schulze-Delitzsch-Institut e.V. (gegründet 1957) und die Bundesgenossenschaftsschule – Raiffeisen – e.V. (gegründet 1970), die sich am 1. Juli 1978 zur Akademie Deutscher Genossenschaften e.V. vereinigten. Sitz beider Institute war ab 1970 Schloss Montabaur. Seit 1982 befindet sich das Schloss Montabaur im Besitz der ADG. 
Auf dem Campus Schloss Montabaur bietet die ADG berufsbegleitend Weiterbildungen, Qualifizierungen und Zertifizierungen für Vorstände, Führungskräfte und Spezialisten sowie kundenindividuelle Inhouse-Leistungen an. Ergänzend ist die ADG Business School, Fakultät Business & Economics der Steinbeis-Hochschule, der Partner für ausbildungs- und berufsintegrierte Bachelor- und Masterstudiengänge an mehreren Studienstandorten deutschlandweit. Im Auftrag der genossenschaftlichen Prüfungsverbände in Deutschland werden darüber hinaus die bundeseinheitlichen Lehrgänge zum Verbandsprüfer (VPL) auf Schloss Montabaur durch die ADG durchgeführt. International zeichnet die ADG als genossenschaftlicher Partner für die Durchführung von Konzepten und Trainings sowie die Organisation von Study-Tours und Maßnahmen zur Weiterentwicklung von genossenschaftlichen Bildungseinrichtungen verantwortlich. Im Auftrag von Entwicklungsorganisationen wie die Deutsche Gesellschaft für Internationale Zusammenarbeit (GIZ) oder einzelnen Finanzinstitutionen führt sie Trainings- und Beratungsprojekte weltweit durch.

## Organisation und Einbindung in den genossenschaftlichen Verbund
Die ADG ist ein eingetragener Verein und verfügt über folgende Organe: Mitgliederversammlung, Verwaltungsrat/Aufsichtsrat und Vorstand. Der Vorstand leitet die ADG, er besteht aus Boris Nannt (Vorsitzender) und Peter Rausch.
Die ADG ist Teil des genossenschaftlichen Verbundes mit mehr als 5600 genossenschaftlichen Banken und Unternehmen mit über 19 Millionen Genossenschaftsmitgliedern in Deutschland.

## Tochtergesellschaften und Kooperationen
Zur ADG-Gruppe auf dem Campus Schloss Montabaur gehören die Akademie Deutscher Genossenschaften e.V., die ADG Business School an der Steinbeis-Hochschule und das Hotel Schloss Montabaur. 
Seit 2011 ist die ADG Business School als Gemeinschaftsunternehmen der ADG und der Steinbeis-Hochschule auf Schloss Montabaur ansässig. Sie bietet duale und berufsbegleitende Bachelor- und Masterstudiengänge an. 2022 waren hier rund 1000 Studierende und fast 100 nebenberuflich tätige Lehrkräfte (Dozenten und Professoren) im Einsatz.
Mit über 48.000 Übernachtungen im Jahr 2022 und 208 Zimmern zählt das Hotel Schloss Montabaur zu den größten Hotelbetrieben in Rheinland-Pfalz. Hier finden Konferenzen, Tagungen, Events und Feiern statt. Zum Angebot von Hotel Schloss Montabaur zählen ein Restaurant, eine Bar, ein fest installiertes Videostudio sowie ein Business-Spa und Fitnessraum. 